# Swertia wolfgangiana
Swertia wolfgangiana är en gentianaväxtart som beskrevs av G.R. Grüning. Swertia wolfgangiana ingår i släktet Swertia och familjen gentianaväxter. Inga underarter finns listade i Catalogue of Life.